# مارکوس کروگر
مارکوس کروگر (انگلیسی: Marcus Krüger؛ زادهٔ ۲۷ مهٔ ۱۹۹۰) بازیکن هاکی روی یخ اهل سوئد است.
وی همچنین برندهٔ جوایزی همچون جام استنلی شده‌است.
از باشگاه‌هایی که در آن بازی کرده‌است می‌توان به کارولینا هوریکانز اشاره کرد.